# Panell detector pla

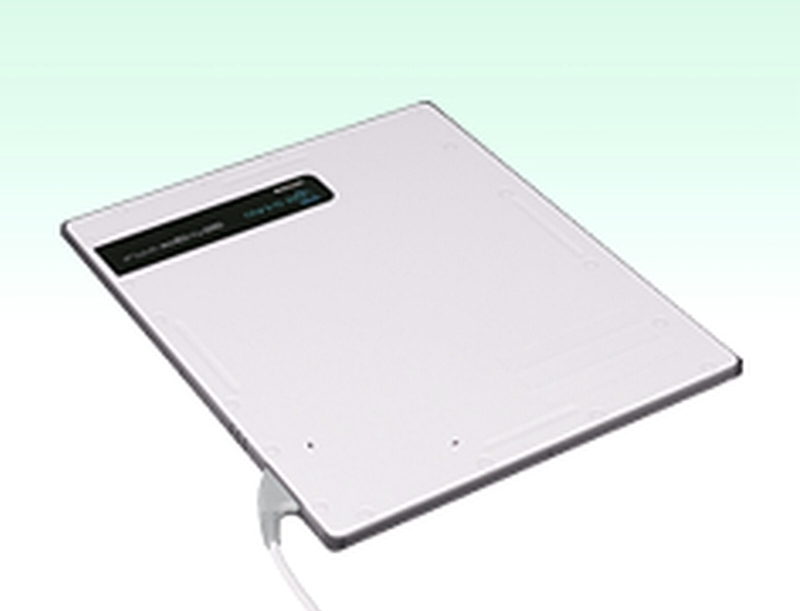
Panell detector pla utilitzat en radiologia digital

Un panell detector pla és un dispositiu que permet realitzar una radiografia proporcionant una imatge digital radiològica a l'instant. Es fabriquen en dues topologies: amb forma de "cassette" o integrats dins d'un equip. En general, es fa referència a aquest tipus de dispositiu sota les sigles DR per "Radiologia digital" a diferència dels altres sistemes que funcionen únicament amb "cassette" (una placa de fòsfor fotoestimulable PSP) una tecnologia anomenada "CR" o "Radiografia computada".
D'entre els tipus de panells detectors plans, els que funcionen amb "cassette" tenen una forma rectangular amb una superfície activa que va des de 5 x 5cm fins a 60 x100cm amb un gruix d'1 a 10 cm. La mida més comuna utilitzada en la medicina humana és de 36 x 43 cm (14 x 17 polzades).
Segons el principi físic utilitzat, aquests detectors es divideixen en dos grups principals:
- Detectors de conversió directa: Els rajos X es converteixen directament en un senyal elèctric (tècnica CMOS)
- Detectors de conversió indirecta: Els rajos X es converteixen en fotons (tecnologia de silici amorf o seleni) que al seu torn són convertits en un senyal elèctric.

Els detectors són generalment bidimensionals, però n'hi ha algunes versions en les que un detector lineal d'una sola dimensió es mou a una velocitat constant al llarg de tota la superfície activa del panell (com un escànner típic d'ordinador), generant la segona dimensió.